# Nabalamprofil·lita
La nabalamprofil·lita és un mineral de la classe dels silicats que pertany al grup de la lamprofil·lita. Rep el nom pel domini del sodi (Na) i el bari a la composició, i per la seva relació amb la lamprofil·lita.

## Característiques
La nabalamprofil·lita és un silicat de fórmula química Na₃(Ba,Na)₂Ti₃(Si₂O₇)₂O₂(OH,F)₂. Va ser aprovada com a espècie vàlida per l'Associació Mineralògica Internacional l'any 2001. Cristal·litza en el sistema monoclínic. La seva duresa a l'escala de Mohs és 3.
Segons la classificació de Nickel-Strunz, la nabalamprofil·lita pertany a «09.BE - Estructures de sorosilicats, amb grups Si₂O₇, amb anions addicionals; cations en coordinació octaèdrica [6] i major coordinació» juntament amb els següents minerals: wadsleyita, hennomartinita, lawsonita, noelbensonita, itoigawaïta, ilvaïta, manganilvaïta, suolunita, jaffeïta, fresnoïta, baghdadita, burpalita, cuspidina, hiortdahlita, janhaugita, låvenita, niocalita, normandita, wöhlerita, hiortdahlita I, marianoïta, mosandrita, nacareniobsita-(Ce), götzenita, hainita, rosenbuschita, kochita, dovyrenita, baritolamprofil·lita, ericssonita, lamprofil·lita, ericssonita-2O, seidozerita, grenmarita, schüllerita, lileyita, murmanita, epistolita, lomonossovita, vuonnemita, sobolevita, innelita, fosfoinnelita, yoshimuraïta, quadrufita, polifita, bornemanita, xkatulkalita, bafertisita, hejtmanita, bykovaïta, nechelyustovita, delindeïta, bussenita, jinshajiangita, perraultita, surkhobita, karnasurtita-(Ce), perrierita-(Ce), estronciochevkinita, chevkinita-(Ce), poliakovita-(Ce), rengeïta, matsubaraïta, dingdaohengita-(Ce), maoniupingita-(Ce), perrierita-(La), hezuolinita, fersmanita, belkovita, nasonita, kentrolita, melanotekita, til·leyita, kil·lalaïta, stavelotita-(La), biraïta-(Ce), cervandonita-(Ce) i batisivita.

## Formació i jaciments
Aquesta espècie va ser descrita a partir de mostres obtingudes en dos imdrets diferents de Rússia: la mina de flogopita de Kovdor, situada al massís de Kovdor, a la província de Murmansk, i el dipòsit de crom i diòpsid d'Inagli, situat al massís d'Inagli, a Sakhà. També ha estat descrita a la pegmatita Yubileinaya, a la muntanya Karnasurt (província de Murmansk), i a Gordon Butte, al comtat de Meagher (Montana, Estats Units).